# Bulbophyllum ptychostigma
Bulbophyllum ptychostigma är en orkidéart som beskrevs av Jaap J. Vermeulen. Bulbophyllum ptychostigma ingår i släktet Bulbophyllum och familjen orkidéer. Inga underarter finns listade i Catalogue of Life.